# Samlaut-Aufstand

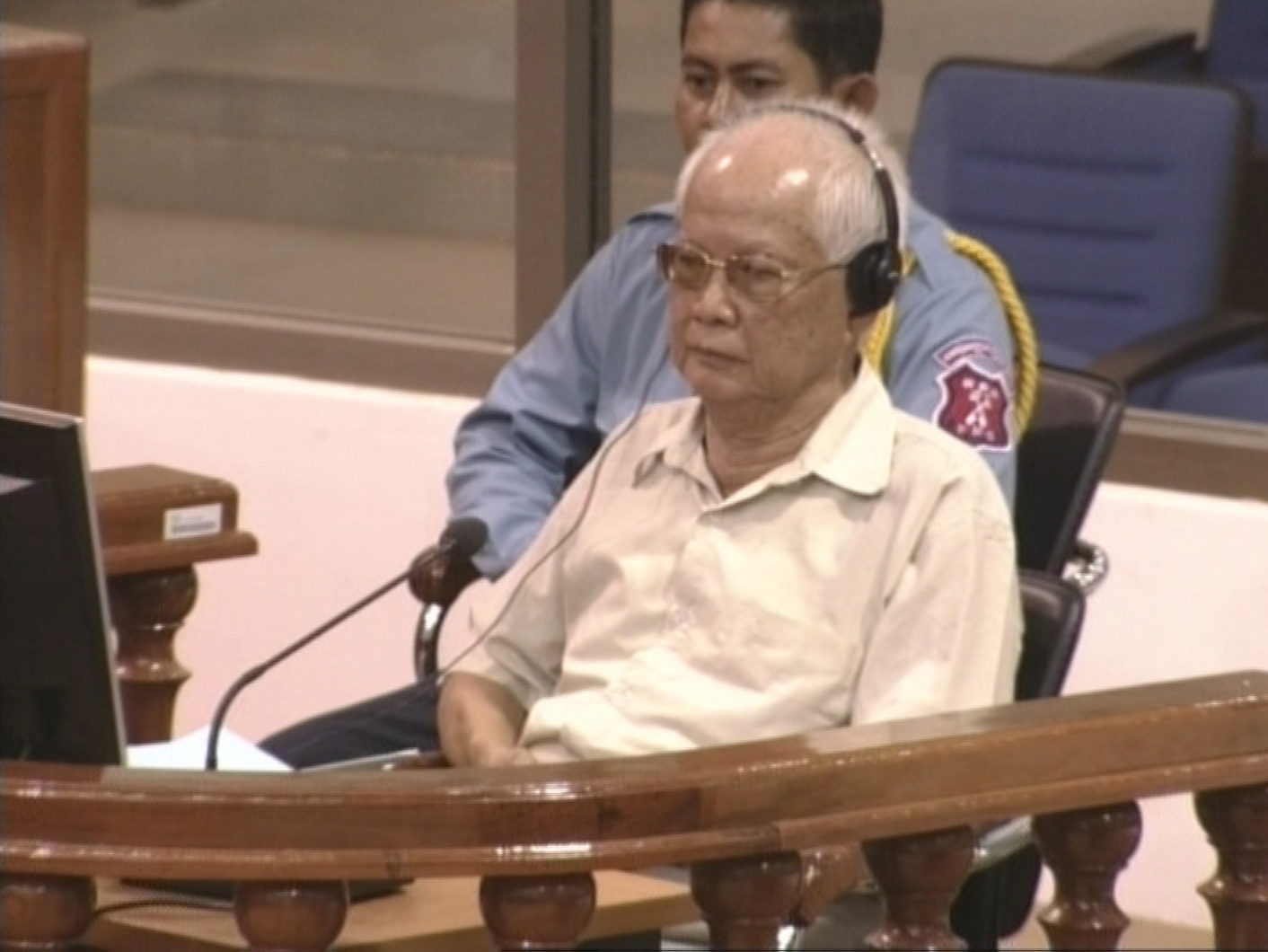
Obwohl Khieu Samphan an der 1. Phase der Rebellion nicht beteiligt war, wurde er von der Regierung beschuldigt, hinter den Unruhen zu stecken. Bild von 2009.

Als Samlaut-Aufstand (englisch Samlaut Uprising oder Samlaut Rebellion) wird ein Aufstand gegen die herrschende Regierung der Sangkum Reastr Niyum (kurz Sangkum) bezeichnet, welcher am 11. März 1967 im Bezirk Samlaut der kambodschanischen Provinz Battambang ausbrach. Der Aufstand gilt als Beginn des Kambodschanischen Bürgerkriegs. Der Aufstand griff schnell auf weitere Provinzen des Landes über und konnte erst nach massiven Bomberangriffen auf Dörfer der Aufständischen im folgenden Jahr unterdrückt werden. Auslöser des Aufstandes war die Erhebung von Steuern und die Festlegung von Preisen auf Reis. Die Regierung entsendete Soldaten in das Reisanbaugebiet Battambang, um Schmuggel von Reis nach Vietnam zu unterbinden. Der Aufstand begann mit der Ermordung von zwei Soldaten durch die Aufständischen. Während des Aufstandes wurden Hunderte getötet und mehrere Dörfer komplett vernichtet. Der Aufstand führte zum Erstarken der zuvor eher unbedeutenden Kommunistischen Partei Kambodschas, welche 1975 als Rote Khmer die Herrschaft über das Land übernahm. Der Aufstand kann in zwei Phasen eingeteilt werden.

## Erste Phase
Am 2. März 1967 ermordeten aufgebrachte Dorfbewohner zwei Soldaten und stahlen ihre Waffen. Die Soldaten waren nach Battambang entsendet worden um im Auftrag der Regierung Reis zu festgelegten Preisen aufzukaufen. Die Soldaten hatten den Auftrag den Schmuggel von Reis, durch chinesische Händler zu unterbinden. Nach dem Ereignis griffen mehrere Hundert aufgebrachte Dorfbewohner eine landwirtschaftliche Ausbildungsstätte der Sangkum in Stung Kranhoung an und brannten diese nieder. In den folgenden Wochen wurden weitere Polizeistationen und Militäreinheiten von den Rebellen angegriffen, Waffen gestohlen und weitere Polizisten, Militärangehörige getötet. Die Regierung unter Premierminister Lon Nol reagierte hart und entsendete am 11. März 1967 weitere Militär und Polizeieinheiten in die Region. Er setzte ein Kopfgeld auf die Rebellen und Mitglieder der Kommunistischen Partei Kambodschas aus, welche er für den Aufstand verantwortlich machte. Der Führer der Sangkum, Norodom Sihanouk befand sich zu dieser Zeit auf Besuch in Paris. Das Militär konnte fast 300 Rebellen verhaften und 19 töten. Am 22. April machte Sihanouk fünf prominente Vertreter des Linken Lagers der Sangkum darunter Khieu Samphan, Hou Yuon and Hu Nim für den Aufstand verantwortlich. Dies mussten aus Phnom Penh flüchten und in den Untergrund abtauchen. Dies wiederum führte am 5. Mai zu Protesten gegen Sihanouk, Lon Nol und die Sangkum in Phnom Penh.
Obwohl Sihanouk den Rebellen eine Amnestie anbot und den Rücktritt von Premierminister Lon Nol akzeptierte, breitete sich die Rebellion auf weitere Provinzen im Westen des Landes aus. Viele Rebellen flüchteten vor der anrückenden Armee in die Wälder. Zur Unterstützung der Rebellen griffen Mitglieder der Kommunistischen Partei unter So Phim im Osten des Landes die Ortschaft Kandol Chrum an und töteten den lokalen Distriktvorsteher. Im ganzen Land wurden Mitglieder der Kommunistischen Partei verhaftet und in einigen Fällen getötet. Das Militär ging immer brutaler gegen die Rebellen vor. Es kam zu Massentötungen und Massenerhängungen.
Im Mai und Juni bombardierte die Kambodschanische Luftwaffe die rebellierenden Dörfer und brannte sie nieder. 4000 Bewohner flüchteten in den Dschungel. Danach erklärte Sihanouk den Aufstand für beendet. In den darauffolgenden Monaten schlossen sich viele Mitglieder der Kommunistischen Partei den in die Wälder geflüchteten Rebellen an. Darunter befanden sich viele Lehrer und Studenten. Sie legten geheime Basen und Waffenfabriken in den undurchdringlichen Dschungeln an. Einige Gebiete fielen komplett unter die Kontrolle der Kommunistischen Partei. Im Juni beschloss die Kommunistische Partei, den bewaffneten Kampf aufzunehmen, und gründete die Kambodschanische Revolutionsarmee (Khmer-Schrift: កងទ័ពបដិវត្តន៍កម្ពុជា Englisch: Revolutionary Army of Kampuchea, kurz RAK.) Ursprünglich sträubte sich die Partei zu diesem Schritt auf Grund der Interessen Nordvietnams. Die Regierung Sihanouk ermöglichte es den Nordvietnamesen, Häfen und Straßen von Kambodscha zu nutzen, um ihre Truppen und die der Nationalen Front für die Befreiung Südvietnams, kurz NLF, in Südvietnam zu versorgen. Ein Sturz der Regierung Sihanouk war nicht im Interesse Vietnams.

## Zweite Phase
Im Dezember 1967 beschloss die Regierung der Sangkum, Dorf- und Bezirksvorsitzende zu ernennen, anstatt sie wählen zu lassen. Dies widersprach einer jahrhundertealten Tradition, in der die Dorfoberhäupter von den Bewohnern gewählt wurden. Am 17. Januar 1968 griffen Rebellen und Mitglieder der Kommunistischen Partei einen Posten der Armee in Baydamram, Provinz Battambang an. Sie hatten sich monatelang auf diesen Tag vorbereitet. Der Tag galt als Geburtstag des bewaffneten Kampfes der Roten Khmer. In den darauffolgenden Wochen wurden weitere Militär- und Polizeiposten überfallen und Waffen erbeutet. Die Dörfer Thvak, Chisang, Beng Khtum und Samlaut wurden angegriffen. Viele Bewohner flüchteten mit den Rebellen danach in die Wälder.
Die Regierung stellte schnell fest, dass die zweite Phase viel besser vorbereitet war als die erste Phase. Die Rebellen hatten ein weitverzweigtes Netzwerk von Stützpunkten und Verteidigungspositionen in den Wäldern der Provinz Battambang angelegt.
Prinz Sihanouk ernannte daraufhin Lon Nol erneut zum Verteidigungsminister. Dieser war aufgrund von Kritik am harten Vorgehen der Armee gegen Rebellen im Jahr zuvor zurückgetreten. Wie im vergangenen Jahr griffen die Kämpfe auf weitere Teile der Provinz Battambang und auf Teile anderer Provinzen über. Rebellen griffen Polizei und Militärposten an, erbeuteten Waffen und zogen sich in ihre vorbereiteten, gesicherten Stützpunkte in den Wäldern zurück. Am 25. Februar folgte ein koordinierter Angriff der Rebellen auf die Regierungstruppen in mehreren Provinzen. In Battambang, Pursat, Takeo, Kampot, Koh Kong und Kompong Chhnang wurden Regierungstruppen angegriffen. Mehr als 10.000 Bewohner flüchteten mit den Rebellen in die Wälder.
Im März 1968 schlug die Regierungsarmee hart zurück. Die meisten Stützpunkte und Verteidigungspositionen konnten nach heftigen Gefechten von der Armee eingenommen werden. Die Luftwaffe bombardierte die Wälder. Am 8. April 1968 konnte das temporäre Hauptquartier der Kommunistischen Partei in Phnom Veay Chap eingenommen werden. Sie zogen sich wieder in ihre ursprünglichen Stützpunkte an der Grenze zu Vietnam und Thailand zurück. Auch die meisten geflüchteten Dorfbewohner kehrten in ihre Dörfer zurück.

## Folgen
Obwohl der Aufstand nicht erfolgreich war, gewann die Kommunistische Partei durch die Rebellion an Ansehen und konnte ihr Netzwerk Mitte 1968 auf das gesamte Land erweitern. Vor dem 17. Januar 1968 waren sie nicht zum bewaffneten Kampf bereit gewesen. Erst die Politik von Prinz Sihanouk und der Sangkum führte dazu, die Waffen zu erheben. Die bewaffneten Propagandaeinheiten wurden im ganzen Land aktiv. Zu größeren Gefechten kam es aber nicht. Die RAK der Kommunistischen Partei erhielt wenig Unterstützung durch Nordvietnam, welches weiterhin die Regierung von Prinz Sihanouk unterstützte. Erst nach dem Sturz von Sihanouk durch Lon Nol erhielt die RAK die notwendige Unterstützung, um ihren bewaffneten Kampf wieder aufzunehmen. Die fehlende Unterstützung durch die kommunistische Welt führte zu einem nachhaltigen Eindruck bei den Roten Khmer. Man vertraute niemandem und wollte mit keinem zusammenarbeiten.